# Deriva (cinematica)
La deriva è il moto che un'imbarcazione compie lungo il proprio asse trasversale, vale a dire il moto laterale causato dalla componente trasversale della pressione delle correnti marine sull'opera viva (la parte di scafo sotto linea di galleggiamento).
Come tale la deriva è in generale un moto nave parassita, cioè non voluto, in quanto esso allontana la nave dalla propria rotta, richiedendo quindi una correzione della stessa.
L'angolo di deriva, indicato con ldr è l'angolo formato dalla direzione dell'asse longitudinale della nave  con la direzione effettivamente seguita rispetto al fondo del mare (in quanto l'imbarcazione si sposta in superficie assieme a tutta la massa d'acqua che la circonda).
Il concetto di deriva è simile a quello di scarroccio indicato con lsc, che però è dovuto alla componente trasversale dovuta all'azione del vento.  Pertanto l'angolo di Rotta Vera (l'angolo di rotta tenuto dalla imbarcazione) differisce da quello di Prua Vera (l'angolo su cui è orientata la prua) per questi due effetti congiunti dovuti al vento e alla corrente.
Entrambi gli angoli saranno positivi se la nave sarà colpita da vento e corrente a sinistra, saranno negativi se la nave sarà colpita a dritta.
Un oggetto in un corpo d'acqua è detto "alla deriva" quando galleggia senza propulsione e senza vincoli.